# Herichthys cyanoguttatus
Espèce
Statut de conservation UICN

 LC  : Préoccupation mineure
Herichthys cyanoguttatus est une espèce de poissons de la famille des Cichlidés. Elle est présente aux États-Unis et au Mexique.